# Tippi Degré
Tippi Degré (ur. 4 czerwca 1990 w Windhuku w Namibii) – francuska pisarka.
Urodziła się w Namibii w 1990 r., w rodzinie fotografów przyrody i twórców filmów dokumentalnych. Przez pierwsze dziesięć lat życia wychowywała się w afrykańskim buszu. Jako dziecko nawiązała więź z wieloma dzikimi zwierzętami.
Prowadziła program Around the world with Tippi („Dookoła świata z Tippi”). W 2008 r. wydała książkę Tippi: My Book of Africa.
Ukończyła studia filmoznawcze na paryskiej Sorbonie.